# Kranzbruch-Venn
Das ehemalige Naturschutzgebiet Kranzbruch-Venn liegt im westlichen Teil von Simmerath in der Nordeifel und ist von Wohnbebauung und Schulgebäuden umschlossen. Es ist etwa einen Hektar groß und mit Fichten bewachsen. Nicht weit entfernt, jedoch ohne eine Verbindung ist das Naturschutzgebiet Kranzbach und Kranzbruchvenn. Der Schutzstatus für das Gebiet entfiel ca. 2012.